# اسب ایتالیایی
«اسب ایتالیایی» (انگلیسی: The Party at Kitty and Stud's) فیلمی در ژانر پورنوگرافی است که در سال ۱۹۷۰ منتشر شد. از بازیگران آن می‌توان به سیلوستر استالونه اشاره کرد.
سیلوستر استالونه برای دو روز بازی در این فیلم، به دلیل مشکلات مالی، فقط 200 دلار دستمزد گرفته است. 
خلاصه داستان
این فیلم به زندگی جنسی یک زن جوان در شهر نیویورک، به نام کیتی، و دوست پسرش، اِستاد، می‌پردازد. اِستاد خشن و بی‌ادب است اما کیتی از رابطه جنسی با او لذت می‌برد. آن‌ها گاهی اوقات در صحنه‌های سادومازوخیسته شرکت می‌کنند، به‌خصوص استاد، کیتی را با شلاق ضربه می‌زند.
بعداً، اِستاد دعوتنامه‌ای برای یک مهمانی صادر می‌کند و چند نفر به آپارتمان آن‌ها می‌آیند. در این مهمانی، همه به سکس گروهی مشغول می‌شوند و اِستاد با تمام زنان در جمع، سکس می‌کند.